# 6650 Morimoto
6650 Morimoto (1991 RS1) là một tiểu hành tinh vành đai chính được phát hiện ngày 7 tháng 9 năm 1991 bởi K. Endate ở Kitami.